# Haus 6 Route de Trun
Das Haus 6 Route de Trun in Falaise, einer französischen Gemeinde im Département Calvados in der Region Normandie, wurde im 16. Jahrhundert errichtet. Das Gebäude in der Route de Trun steht seit 1975 als Monument historique mit der Fassade und dem Dach auf der Liste der geschützten Baudenkmäler in Frankreich. Im 18. Jahrhundert wurde das Gebäude umgebaut.